# 石西乡
石西乡，是中华人民共和国山西省吕梁市柳林县下辖的一个乡镇级行政单位。

## 行政区划
石西乡下辖以下地区：
石西村、后河底村、呼家垣村、上庄村、刘家垣村、郭家塔村、好学村、琵琶村、马家山村和前东山村。